# Hrazany (oppidum)
Hradiště Hrazany je keltské oppidum nacházející se ve Středočeském kraji 10 km severně od Sedlčan. Jeho areál je chráněn jako kulturní památka ČR.

## Poloha

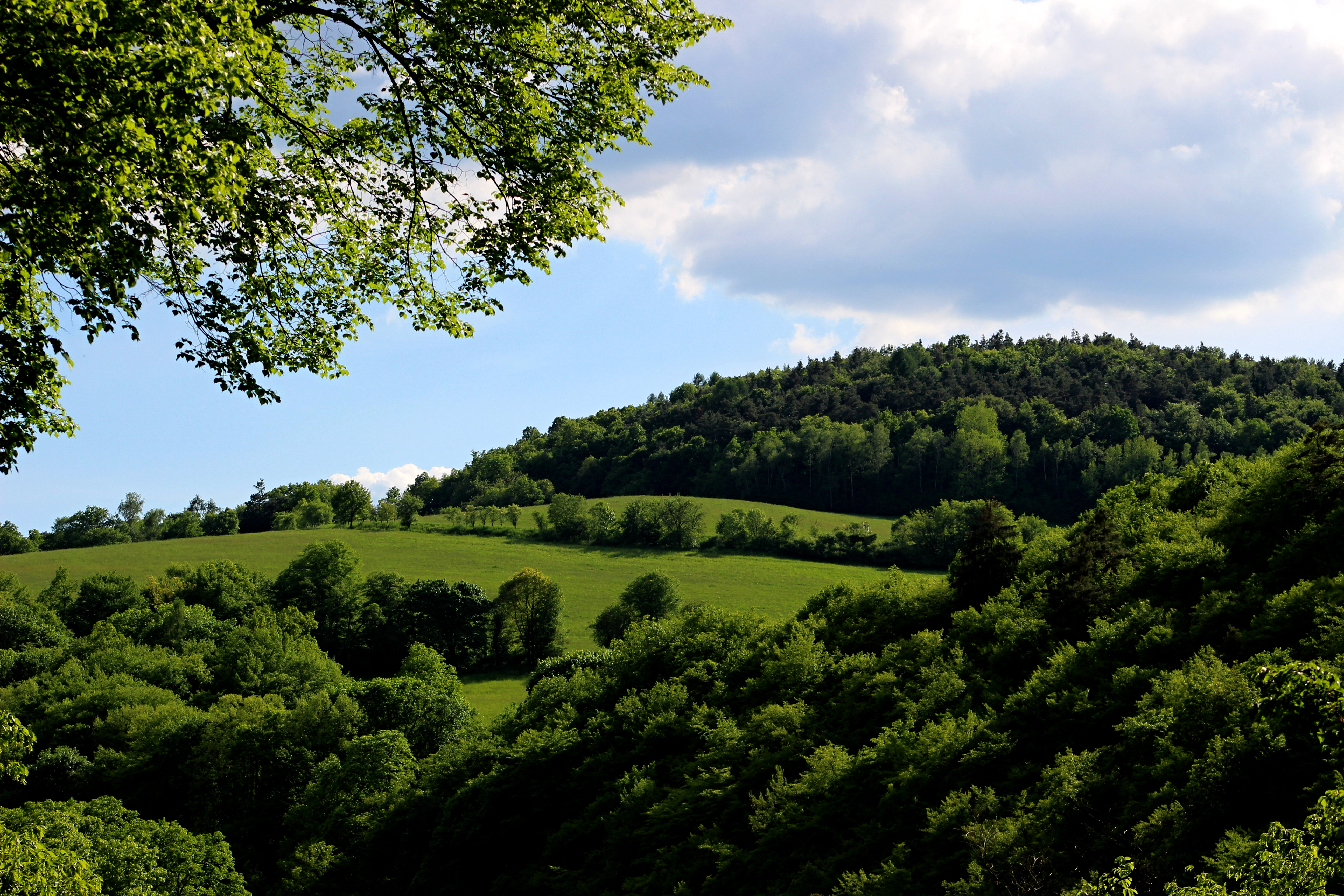
Pohled z osady Žlíbek směrem na Hrazany

Oppidum Hrazany se nachází v okrese Příbram nedaleko Slapské přehrady nad soutokem Vltavy a Mastníku severně od osady Hrazany (část obce Radíč). Je tvořeno dvěma vrchy Doubí (430 m n. m.) a Červenka (370 m n. m.) se sedlem, které je od sebe odděluje.

## Historie
První významné historické osídlení před samotným vznikem oppida bylo doloženo přibližně v letech 550–460 před n. l., kdy zde bylo nevelké rozptýlené sídliště s dvorcovou zástavbou. Nejstarší fáze Hrazanského osídlení patrně lehla popelem, byla však rychle nahrazena novou dvorcovou výstavbou. Samotné oppidum vzniklo přibližně ve 2. století před n. l. První palisádové opevnění obklopovalo prostor o velikosti 30 hektarů. Postupem času se rozšířily plochy spadající pod opevnění na 39 hektarů.
Nejstarší období je spojováno s výstavbou nejstarší podoby brány A. Současně s ní byla budována starší hradba na Doubí a brána B a probíhala i výstavba řady domů. Ke konci této stavební etapy je doložen požár a následné zničení větší části opevnění. K této události mohlo dojít patrně na rozhraní 2. a 1. století př. n. l. Následuje druhá přestavba v prostoru brány A a staví se také opevnění na vrchu Doubí, u brány B a na akropoli. S přestavbou opevnění se buduje i dvorcová zástavba uvnitř opevněného areálu a dochází k strukturním změnám osídlení. Tato rozsáhlá stavební aktivita se odehrávala v průběhu devadesátých let posledního století před n. l.
Polovina 1. století před n. l. byla ve znamení klidného období, vznikaly mladší dvorcové a terasové sídlištní zástavby. Osídlení za opevněním, které bylo již po celém obvodu oppida, tehdy zaujímalo celý areál. Ke konci osídlení byl vybudován zátaras u brány B, pravděpodobně v obavě před útokem germánských kmenů. V této době je doložen požár, který byl pouze lokální a neznamenal zánik života a osídlení hrazanského hradiště. Oppidum leželo na důležité obchodní stezce spojující Podunají s Lincií a putovaly po ní karavany až z dalekého jihu. Dalo by se říci, že oppidum sloužilo jako strážní pevnost k ochraně pocestných a kupců, kteří procházeli podél Vltavy k významným keltským střediskům u nás (Stradonice, Závist) nebo v Německu.

## Opevnění a zástavba

### Členění
Celý prostor je členěn na čtyři části:
1. Předhradí na severním svahu Červenky s branou F, která sloužila jako první linie opevnění před samotnou hlavní vstupní branou do oppida (brána B).
2. Vrchol Červenky s hlavní vstupní branou do oppida a obydlenými jižními a jihovýchodními svahy s bránou C.
3. Sedlo mezi oběma vrchy nazývané střední úval, kde byla zástavba především.
4. Vrchol kopce Doubí a severní až severovýchodní svahy s bránami E a D.

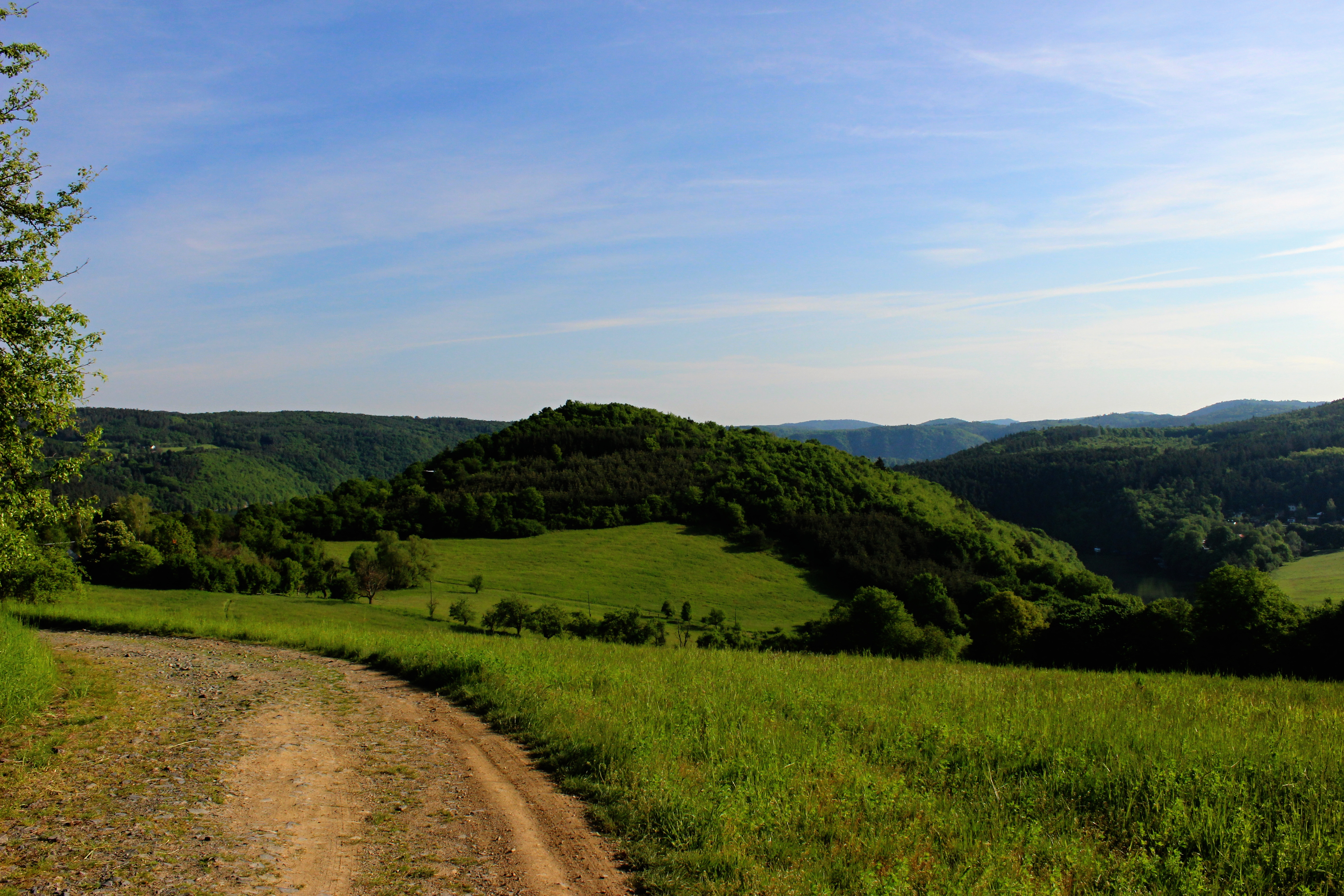
Areál oppida. Panoramatický pohled severovýchodním směrem od Doubí přes sedlo k Července. Vlevo údolí Vltavy, vpravo údolí Mastníku.

### Konstrukce hradeb
Starší hradba je složena z kamenů a trámů a dosahovala šířky 5-6 m. Šikmo uložené trámy byly v tělese zatíženy a obloženy kameny. Ve starší fázi opevnění na vrchu Doubí zalištovala zadní stranu hlinitých násypů stěna z vodorovných trámů. V některých úsecích opevnění na svahu nad Vltavou byla pouze palisádová hradba, v čele dosahovala šíře 1–2 metry. Čelní zeď na vrchu Doubí byla postavena pod vrcholem na svahu před pobořené čelo starší hradby. Původně byla široká přibližně 10 m a dosahovala patrně výšky 4–5 metrů. Relativně mělký a úzký příkop byl zaznamenán pouze před hradbou u severního předhradí, kde byla první linie opevnění s bránou F a před opevněním na jižním svahu Doubí.

### Brány
Do oppida vedlo asi šest bran, které byly stavěny podle podobného modelu jako na ostatních keltských opevněných lokalitách v Čechách:
- Brána A byla západním vstupem směrem z Vltavského údolí. Byla postavena v místech, kde obvodové opevnění klesající z Doubí přechází do sedla. Tato brána prošla několika přestavbami. Nejstarší podoba, která po 20 letech provozu zanikla požárem, měla asymetrická ramena s dřevěnými opevňovacími nástavbami a kamennou lícovou zeď, která tvořila severní rameno brány. Další přestavba souvisí s celkovou přestavbou obvodové opevnění oppida. Nejmladší stavební fáze brány měla uličku chráněnou v délce přes 30 m palisádami, která končila uvnitř oppida věžovitou stavbou. Z důvodu velmi prudkého svahu zde nebyl vybudován příkop. Cesta, která procházela branou, směrovala po svahu dolů a pokračovala podél Vltavy.
- Brána B se nacházela na severu, kde do hradiště vstupovaly kupecké karavany a v její půdě dosud zůstaly hluboké vyježděné koleje od jejich vozů. Měla dovnitř obrácená křídla vytvářející asi šestimetrovou uličku. Zadní strana hradby byla konstruována jako šikmý kamenný taras bez opěry dřevěné konstrukce a neuzavírala se dřevěnými vraty. Toho využili útočníci a zaútočili právě na tuto bránu, která však byla na poslední chvíli mohutně zatarasena trámy a zasypána hlínou a při mohutném útoku, který ale neznamenal zánik oppida, shořela. Cesta, která jí procházela, vedla do brodu při soutoku Vltavy s Mastníkem a dále na sever směrem k dalšímu keltskému hradišti nad Závistí.
- Brána C je situována na východní straně oppida nad údolím řeky Mastníku. Brána byla tvořena asymetricky zahnutými křídly a kamennou hradební zdí ze zdejšího lomového kamene, opřenou a vyskládanou okolo čtyřhranné svislé dřevěné konstrukce, která byla zčásti zapuštěná.
- Brána D byla zkoumána na jihovýchodním svahu Doubí. Dlouhodobým vlivem zemědělské činnosti byla značně poškozena. Předpokládá se, že byla obdobného typu jako výše uvedené brány.
- Brána E byla situována před vrchol Doubí jako první linie opevnění. Tento obranný perimetr byl částečně zdvojen.
- Brána F byla postavena před branou B před vrcholem Červenka. Prozatím nebyla důkladně prozkoumána.

### Zástavba
Nacházely se zde jednak opevněné dvorce se čtverhrannými domy obvykle o třech místnostech. V těchto domech se nacházela ohniště, pícky na chleba, mlýnky na obilí. Sídelní areály dvorců nebyly zcela pravidelně členěny a jejich vymezení bylo náhodné. Tyto domy měly kamenné podezdívky a doškové střechy. Dalším typem domů byla vesměs srubová obydlí vybudovaná na kamenných terasách. Terasu zpevňovaly čelní kamenné zídky, do kterých byly zapuštěny trámy. Prostory mezi trámy byly vypleteny proutím a vymazány hlínou. Některé domy měly dokonce i krytou pavlač. Tento druh výstavby je ojedinělý a kromě Hrazan se nenašel na žádném jiném oppidu. Volně stojící malé kůlové stavby byly často přistavovány k ohradám a fungovaly jako skladiště. V sedle mezi oběma vrchy byly zaznamenány také studny. Byly zde zachyceny zbytky kovářských i kovoliteckých dílen a šperkařská dílna, tkalcovský stav, dřevozpracující činnost a v neposlední řadě rýžování zlata ze zlatonosného Jílovského pásma.

## Zánik
Zánik oppida nebyl tak dramatický jako u jiných keltských lokalit ve Středních Čechách. Oppidum bylo v průběhu 2.–1. století př. n. l. několikrát dobýváno, ale nezaniklo. K poklidnému opuštění došlo zhruba 20 let před přelomem letopočtu. Že by byly příčinou nemoci není pravděpodobné. Spíše se obyvatelé rozhodli hradiště opustit z důvodů pronikání germánských kmenů na naše území a pod vlivem zpráv o dobytí a vyplenění větších a lépe opevněných oppid (Stradonice a Závist). Tím se uzavřela jeho historie.
Ve 14. století byla v severní části oppida na vrcholu Červenka vybudována tvrz.

## Zajímavosti
Po hrazanském oppidu je pojmenována malá planetka s číslem 13804 Hrazany, která byla objevena observatoří na Kleti.